# Ареял
Ареял (порт. Areial)  —  муниципалитет в Бразилии, входит в штат Параиба. Составная часть мезорегиона Сельскохозяйственный район штата Параиба. Входит в экономико-статистический  микрорегион Эсперанса. Население составляет 6012 человека на 2006 год. Занимает площадь 33,935 км². Плотность населения — 177,2 чел./км².

## История
Город основан 10 декабря 1961 года. 

## Статистика
- Валовой внутренний продукт на 2003 год составляет 12 156 379,00 реалов (данные: Бразильский институт географии и статистики).
- Валовой внутренний продукт на душу населения на 2003 год составляет 2017,66 реалов (данные: Бразильский институт географии и статистики).
- Индекс развития человеческого потенциала на 2000 год составляет 0,599 (данные: Программа развития ООН).

## География
Климат местности: горный тропический.